# Jan z Latoszyna
Jan z Latoszyna lub Jan Latoszyński herbu Gryf (zm. w 1494 w Krakowie) – prawnik, doktor dekretów, rektor Akademii Krakowskiej.

## Życiorys
Był synem Jana z Latoszyna herbu Gryf i jego żony Katarzyny. Na studia w Akademii Krakowskiej zapisał się jak Jan z Dębicy w 1449. W 1455 uzyskał stopień bakałarza, a w 1457 magistra nauk wyzwolonych. Następnie rozpoczął studia prawnicze, jako licencjat dekretów w 1465 jest poświadczony w spisie wykładowców Wydziału Prawa. Sześciokrotnie pełnił funkcję rektora krakowskiej uczelni, kilkakrotnie występował jako wicekanclerz Akademii. W latach 1479–1481 pełnił funkcję prowizora Bursy Ubogich. W 1488 wyjechał do Rzymu kontynuować studia prawnicze zdobywając tytuł doktora dekretów jak również doktora teologii. Do Krakowa powrócił w 1490, w lipcu 1492 nostryfikował doktorat teologii. Wykładał na Wydziale Teologicznym, w 1494 pełnił funkcję prowizora Bursy Jerozolimskiej.  W 1471 towarzyszył królewiczowi Kazimierzowi Jagiellończykowi w wyprawie na Węgry przeciwko Maciejowi Korwinowi. W 1475 był członkiem delegacji na rozmowy pokojowe z Węgrami. Reprezentował kapitułę krakowską na synodach prowincjonalnych w 1455 w Łęczycy i w 1495 w Piotrkowie. W latach 1488–1590 był kanclerzem biskupa Fryderyka Jagiellończyka. W 1472 został kanonikiem katedry wawelskiej, w 1492 został kustoszem i prepozytem sandomierskim, a w 1494 kustoszem kościoła św. Michała na Wawelu. Swój księgozbiór głównie z dziełami teologicznymi zapisał kapitule katedry wawelskiej.